# Damió
|  | Per a altres significats, vegeu «Damó». |

Damió (en llatí Damio) fou un llibert de Clodi fill que l'any 58 aC va impedir a Pompeu que sortís de casa seva per ajudar a Ciceró. Podria ser el mateix Vetti Damió a casa del que Ciceró es va amagar de les persecucions dels seguidors de Clodi.